# Горохов, Семён Васильевич
Семён Васильевич Горохов (14 сентября 1930 года — 14 августа 2009 года) — охотник совхоза «Усть-Янский» Усть-Янского района Якутской АССР, Герой Социалистического Труда.

## Биография
Родился 14 сентября 1930 года в селе Юкагир Усть-Янского района Якутской АССР в семье охотника.
С раннего детства учился охоте. Начал охотиться на куропаток, зайцев и горностаев в возрасте десяти лет. 
Во время Великой Отечественной войны в 1942 году начал работу промысловым охотником (в паре с наставником - опытным охотником И. А. Гороховым). Поначалу работал с капканами. В 1942 году Семён сдал в факторию шкурку лисицы, несколько горностаев, 28 зайцев и 80 куропаток.
С. Горохов работал промысловым охотником на протяжении более сорока лет, неоднократно перевыполняя задания пятилеток. По итогам девятой пятилетки награждён орденом «Знак почёта». В 1968 году вступил в КПСС.
В 1976 - 1980 гг. он добыл 1261 песца и по итогам десятой пятилетки был награждён орденом Трудового Красного Знамени. 
В 1981 году добыл 144 песца, в 1982 году - 191, в 1983 году - 270, в 1984 году - 230 песцов. В результате, задание одиннадцатой пятилетки (сдать пушнины на 10 800 рублей) он выполнил за два первых года, а к началу 1985 года пятилетнее задание на 1981-1985 гг. оказалось выполнено на 320% (он сдал пушнины на 34 663 рубля).
9 июля 1985 года указом Президиума Верховного Совета СССР за выдающиеся успехи, достигнутые в досрочном выполнении заданий одиннадцатой пятилетки по заготовки пушнины и проявленный трудовой героизм охотнику совхоза "Усть-Янский" С. В. Горохову было присвоено звание Героя Социалистического Труда.
Как наставник бригады охотников, к началу 1986 года С. Горохов подготовил десять учеников-охотников к самостоятельной работе.
Скончался 14 августа 2009 года.

## Семья
- жена Евдокия Васильевна Горохова, дочь Софья, пять сыновей[1].

## Награды и звания
- медаль "За доблестный труд в годы Великой Отечественной войны"[1]
- Медаль «За трудовую доблесть» (1 октября 1957 года)
- Орден «Знак почёта»[1] (23 апреля 1974 года)
- Орден Трудового Красного Знамени[1] (13 марта 1981 года)
- Орден Ленина (9 июля 1985 года)[1]
- Медаль «Серп и Молот» (9 июля 1985 года)[1]

- Заслуженный работник народного хозяйства Якутской АССР
- почётный гражданин Усть-Янского улуса Якутии